# Kochira Katsushika-ku Kameari-kōen Mae Hashutsujo
Kochira Katsushika-ku Kameari-kōen Mae Hashutsujo (jap. こちら葛飾区亀有公園前派出所, dt. „Dies hier ist die Polizeiwache vor dem Kameari-Park in Katsushika“), auch verkürzt als Kochi Kame oder Kochikame (jap. こち亀) bekannt, ist ein von 1976 bis 2016 im Manga-Magazin Weekly Shōnen Jump erschienener Manga, der von Osamu Akimoto gezeichnet wurde. Mit über 30.000 Seiten in 1960 Kapiteln galt die Serie als längste permanent laufende Manga-Serie – Golgo 13 und Doraemon erschienen zwar eher, jedoch mit längeren Unterbrechungen. Die Serie war kommerziell erfolgreich und wurde mehrfach verfilmt.

## Inhalt
Dreh- und Angelpunkt der Handlung ist eine Gruppe von Polizisten um ein Kōban, also eine Polizeistation, die in der Nähe des Tokioter Kameari-Parks liegt. Der dort stationierte Polizist Kankichi Ryōtsu (両津 勘吉; Ryō-san) ist zunächst die Hauptperson der Handlung und durchlebt regelmäßig Abenteuer, die ihn in die unterschiedlichsten Situationen bringt und die oft in einem Schlamassel enden. Nicht selten ist Ryō-san in seinem andauernden Bestreben, durch schnelles Geld reich zu werden, selbst dafür verantwortlich.

## Veröffentlichungen
Der Manga wurde vom 21. September 1976 bis 17. September 2016 im wöchentlich erscheinenden Manga-Magazin Shōnen Jump publiziert. Der Verlag Shūeisha brachte die im Magazin vorveröffentlichten Einzelkapitel auch in Sammelbänden heraus, von denen insgesamt 200 erschienen. 2006 erschien zum 30-jährigen Jubiläum der Ableger Chō Kochikame (超こち亀) mit Beiträgen vieler Künstler des Magazins. Am 16. September 2017 erschien in Ausgabe 42/2017 ein weiteres Sonderkapitel.
In Taiwan erschien der Manga im Magazin Formosa Youth bei Tong Li Publishing. Eine italienische Fassung veröffentlichte Planeta DeAgostini Comics.

## Verfilmungen

### Fernsehproduktionen
Eine erste Adaption auf Basis des Mangas war ein Fernsehfilm von 1985, der bei Tatsunoko Production unter der Regie von Hiroshi Sasagawa entstand. Das Drehbuch schrieb Takao Koyama und die künstlerische Leitung lag bei Mitsuki Nakamura. Die Musik komponierte Tadashige Matsui. Der Film wurde am 23. November 1985 im Rahmen eines Sonderprogramms mit Adaptionen von Jump-Manga-Serien von TV Tokyo ausgestrahlt.
Im Juni 1996 startete dann eine Fernsehserie, die bis Ende 2004 in 367 jeweils 15-minütigen Episoden auf dem Fernsehsender Fuji TV ausgestrahlt wurde. An der Produktion der Fernsehserie waren Asatsu-DK und Fuji TV beteiligt. Die Umsetzung wurde durch Gallop realisiert. Produzenten der Serie waren Akio Wakana und Juro Sugimura (beide von Gallop), Koji Kaneda (Fuji TV) und Yoko Matsushita (Asatsu-DK). Regie führten Akira Shigeno, Noboru Misawa, Norihiro Takamoto, Shinji Takamatsu und Tetsuo Yasumi, für das Charakterdesign waren Masahiro Kitazaki, Shojuro Yamauchi und Tsukasa Tannai zuständig, künstlerischer Leiter war Satoshi Shibata. Tonregie führte Hajime Takakuwa und für die Kameraführung waren Hiroaki Edamitsu und Katsuya Kozutsumi verantwortlich. Teile der Serie wurden durch ins Katalanische und Spanische übersetzt und auf den Fernsehsendern Canal 2 Andalucia, Telemadrid und Animax España auf Spanisch, sowie dem Sender K3 auf Katalanisch ausgestrahlt. Auch in Portugal wurde die Serie mehrfach im Fernsehen gezeigt. Hungama India zeigte eine englische Fassung, Hero TV zeigte den Anime auf dem Philippinen.
2009 wurde in Japan eine Realverfilmung mit acht Folgen bei TBS ausgestrahlt. Am 18. September 2016 wurde erneut ein Anime-Fernsehfilm in Japan gezeigt, wie die Animeserie bei Fuji TV und produziert vom gleichen Team. Der Film trägt den Titel Kochira Katsushika-ku Kamearikōen-mae Hashutsujo THE FINAL: Ryōtsu Kankichi Saigo no Hi (こちら葛飾区亀有公園前派出所～THE FINAL 両津勘吉最後の日～) und ist eine Stunde lang.

#### Synchronisation
| Rolle            | japanischer Sprecher (Seiyū)                            |
| ---------------- | ------------------------------------------------------- |
| Daijiro Ohara    | Kōji Hishitani (Folge 1–15) Haruki Sayama (ab Folge 16) |
| Kankichi Ryotsu  | Ishii Lasalle                                           |
| Keiichi Nakagawa | Mitsuru Miyamoto                                        |
| Reiko Akimoto    | Yumi Morio                                              |
| Yoichi Terai     | Chafurin (Folge 1–97) Shozo Hayashiya (ab Folge 98)     |
| Ai Asato         | Kaori Aso                                               |
| Naoko Sheiso     | Kanako Mitsuhashi                                       |
| Komachi Ono      | Maya Okamoto (Folge 2–92) Rieko Miura (ab Folge 93)     |
| Volvo Saigo      | Yuji Kishi                                              |
| Hayato Honda     | Hiroshi Yanaka                                          |

#### Musik
Die Musik der Serie komponierten Ryō Yonemitsu und Toshihiko Sahashi. Die Vorspannlieder sind:
- Natsu ga Kita! Diamond Head ~ Nagisa no Ojō-sama yori (夏が来た!Diamond Head～「渚の女王様」より) von Ojō-sama
- Everybody Can Do! von TOKIO
- Katsushika Rhapsody (葛飾ラプソディー) von Kōhei Dōjima
- Kochira Kameza no Onna (こちら亀座の女) von Osamu Yamada & Hello Nights
- Oideyo Kameari (おいでよ亀有) von Lasar Ishii & Kochikame Win-gashōdan
- Damatte Ore ni Tsuite koi (だまって俺についてこい) von Yoshimi Tendo
- Katsushika Rhapsody ~Yum Yum version~ (葛飾ラブソディー～ヤムヤムversion～) von Yum!Yum!Orange

Die Abspannlieder sind:
- Smile (スマイル) von Hoff Dylan
- Ii koto aru sa (いいことあるさ) von The Collectors
- Lady no Yume wa Mangekyō (淑女（レディー）の夢は万華鏡) von Megumi Okina
- Bue no Biabia (ブウェーのビヤビヤ) von George Tokoro
- Kyun von Kanae
- Kimi to Boku (君と僕) von The Love
- Kimochi Dayo (気持ちだよ) von Takurō Yoshida
- Mainichi, No Problem (毎日、ノープロブレム) von Rieko Miura & Kanako Mitsuhashi
- Robo Keijibanchō no Uta (ロボ刑事番長の歌) von Lasar Ishii
- Oideyo Kameari (おいでよ亀有) von Lasar Ishii & Kochikame Win-gashōdan
- Nice na Kokoroiki (ナイスな心意気) von Arashi
- Natsu ga Kita! Diamond Head ~Nagisa no Ojō-sama yori (夏が来た!(Diamond Head)～「渚の女王様」より) von Ojō-sama
- Tetsu and Tomo no Nande Darō~Ryō-san version~ (テツandトモのなんでだろう～両さんバージョン～) von Tetsu and Tomo
- Tetsu and Tomo no Nande Darō~Kochikame version~ (テツandトモのなんでだろう～こち亀バージョン～) von Tetsu and Tomo
- Hai, Irasshai von Nice Guy-Jin
- Katare! Namida (語れ! 涙) von Sex Machineguns
- Jugem~Kochikame version~ (ジュゲム～こち亀バージョン～) von Lasar Ishii & Ōedo Taifūzoku

### Kinofilme
- Kochira Katsushika-ku Kameari-kōen Mae Hashutsujo – The Movie (こちら葛飾区亀有公園前派出所 -The Movie-)
- Kochira Katsushika-ku Kameari-kōen Mae Hashutsujo – The Movie 2 – UFO Shūrai! Tornado Daisakusen!! (こちら葛飾区亀有公園前派出所 The Movie - UFO 襲来！トルネード大作戦！！)

## Rezeption
Die Serie wurde im Jahr 2016 vom Guinness-Buch der Rekorde als Mangaserie mit den meisten Sammelbänden (Tankōbon) – von denen 200 Stück erschienen – ausgezeichnet und hielt diesen Titel bis 2021.
Im Jahr 2005 wurde die Serie beim Shōgakukan-Manga-Preis mit einem Sonderpreis ausgezeichnet. Osamu Akimoto gewann 2017 für den Manga einen Spezialpreis beim Osamu-Tezuka-Kulturpreis. Im gleichen Jahr erhielt er auch den Seiun-Preis für den besten Comic. Bei Publikumsbefragungen landete Kochikame 2014 auf Platz sieben der besten Shōnen-Jump-Serien und 2021 auf Platz 35 der besten Mangaserien. Die Animeserie wurde 2005 auf Platz 36 der besten Anime gewählt. Bis 2014 verkauften sich die Bände in Japan insgesamt über 157 Millionen Mal. Der Abschlussband verkaufte sich im Erscheinungsjahr über 430.000 Mal.
In der Anime Encyclopedia werden die „leicht humoristischen Possen“ von Kochikame mit You’re Under Arrest! verglichen. Die Serie habe in Japan Popularität jenseits der typischen Anime-Zuschauerschaft erreicht.
Die titelgebende Polizeistation vor dem Kameari-Park existiert tatsächlich. Sie erlangte durch den Manga eine gewisse Bekanntheit und wurde Ziel von Touristen. Dies trug dazu bei, dass die Polizeistation entgegen einer ursprünglichen Planung nach Bau eines neuen Reviers nicht aufgegeben, sondern erhalten wurde.